# 亞歷山大·連科夫
亞歷山大·谢尔盖耶维奇·連科夫（俄语：Александр Сергеевич Леньков，羅馬化：Alexander Sergeyevich Lenkov，1943年5月17日—2014年4月21日），是一名出生于苏联坦波夫州拉斯卡佐沃的一名俄罗斯演员。1997年，他获得俄罗斯人民艺术家称号。
2014年4月21日，他因病去世于俄罗斯莫斯科，享年70岁。